# Arachnognatha meterythra
Arachnognatha meterythra är en fjärilsart som beskrevs av George Francis Hampson 1894. Arachnognatha meterythra ingår i släktet Arachnognatha och familjen trågspinnare. Inga underarter finns listade i Catalogue of Life.